# Le Terrible (U-Boot, 2010)
Le Terrible (Kennung: S 619) („Der Schreckliche“) ist das vierte und letzte Atom-U-Boot der Triomphant-Klasse der französischen Marine Nationale.
Die Kiellegung erfolgte am 24. Oktober 2000, der Stapellauf war am 21. März 2008. Am 20. September 2010 wurde das Boot in Dienst gestellt.
Das U-Boot wird als eines der ersten strategischen Atom-U-Boote mit U-Boot-gestützten Interkontinentalraketen vom Typ M51 ausgerüstet. Im Vergleich zur Interkontinentalrakete M45, welche im Augenblick auf den anderen Atom-U-Booten eingesetzt wird, verfügt die M51 über eine größere Reichweite von geschätzt 8000 km (M-45: 6000 km) und höhere Präzision (50 m).
Seine Bewaffnung besteht außerdem aus 18 Torpedos vom Typ F17 sowie aus U-Boot-Schiff-Seezielflugkörpern vom Typ SM39.
Das Boot wurde am 21. März 2008 in Cherbourg durch den damaligen französischen Präsidenten Nicolas Sarkozy vorgestellt. Nach seiner Indienststellung im Jahr 2010 wurde das U-Boot der Force océanique stratégique (FOST) im Rahmen der französischen Nuklearabschreckung unterstellt, die auf der Halbinsel Île Longue (bei Brest) ihre Basis hat.